# 克拉克層級
克拉克層級（Clark's level）是黑色素瘤的癌症分期系統，該系統利用腫瘤進犯皮膚的深度來進行分期。該系統最初於1960年代，由任職於哈佛大学及麻省总医院的Wallace H. Clark Jr.所發表。

## 層級
該層級系統依腫瘤進犯深度分為五級，層級越高代表預後越差：
- 層級1：腫瘤局限於表皮層（原位癌）
- 層級2：腫瘤進犯至乳突真皮層（英语：papillary dermis）。
- 層級3：腫瘤進犯至乳突真皮層（英语：papillary dermis）及網狀真皮層（英语：reticular dermis）交界。
- 層級4：腫瘤進犯至網狀真皮層。
- 層級5：腫瘤進犯至皮下組織。

## 臨床應用
在美国，由於其在預後的預測上不如其他指標，因此該分期系統已不為美國癌症聯合委員會（AJCC）所採用，並以AJCC深度分期系統取而代之。但目前瑞典在發黑色素瘤的病理報告時，仍必須檢附此依項目。

## 外部連結
- Melanoma Staging Systems.  National Cancer Institute.  A resource on Clark's levels and Breslow's depth.
- Original article from Breslow （页面存档备份，存于）. Cancer res, 1969.